# Built to Last (album, HammerFall)
Built to Last je desáté studiové album švédské heavy metalové kapely HammerFall. Vyšlo 4. listopadu 2016 u vydavatelství Napalm Records a bylo to první album, které kapela u tohoto vydavatelství vydala. V lednu a únoru 2017 se HammerFall vydali na turné, během kterého navštívili i zlínskou Halu Euronics. Následně je také plánováno turné po Severní Americe společně se skupinou Delain.

## O albu
Necelé dva roky po vydání alba (r)Evolution, v březnu 2016, HammerFall téměř po dvaceti letech opustili vydavatelství Nuclear Blast a podepsali smlouvu s Napalm Records. Pod hlavičkou tohoto vydavatelství naplánovali vydání alba Built to Last na 4. listopad 2016.
K albu, s jehož nahráváním kapela skončila v červenci 2016, vyšel 26. srpna první singl „The Sacred Vow“. Ten kapela považuje za reprezentativní píseň alba. Druhý singl jménem „Hammer High“ vyšel 24. září. K němu HammerFall natočili také videoklip.
K limitované box edici vyšla samostatně bonusová skladba "You Win or You Die".

## Built to Tour
Na začátku roku 2017, konkrétně v lednu a únoru, se kapela vydala na evropské turné k albu. Během tohoto turné odehrála dvacet dva koncertů a navštívila devět zemí. Mezi koncerty bylo i vystoupení ve zlínské hale Euronics. Na turné se k HammerFall připojily také kapely Gloryhammer a Lancer. Po tomto turné se HammerFall vydali do Severní Ameriky, kde v dubnu začalo jejich měsíční severoamerické turné. Při těchto vystoupení je jako host doprovodila kapela Delain.

## Seznam skladeb
Hudbu složil(i) HammerFall. 
| Pořadí         | Název             | Délka |
| -------------- | ----------------- | ----- |
| 1.             | Bring It!         | 4:18  |
| 2.             | Hammer High       | 4:37  |
| 3.             | The Sacred Vow    | 4:11  |
| 4.             | Dethrone and Defy | 5:10  |
| 5.             | Twilight Princess | 5:03  |
| 6.             | Stormbreaker      | 5:03  |
| 7.             | Built to Last     | 3:52  |
| 8.             | The Star of Home  | 4:47  |
| 9.             | New Breed         | 5:02  |
| 10.            | Second to None    | 5:02  |
| Celková délka: | Celková délka:    | 47:20 |

## Sestava
- Joacim Cans – zpěv
- Oscar Dronjak – kytara
- Pontus Norgren – kytara
- Fredrik Larsson – basová kytara